# Carmarthen West and South Pembrokeshire (circonscription du Senedd)
Pour les articles homonymes, voir Carmarthen West and South Pembrokeshire.
Carmarthen West and South Pembrokeshire est une circonscription du Senedd dite de comté utilisée dans le cadre d’un scrutin uninominal pour les élections générales du Parlement gallois. Créée en 1999, elle appartient à la région électorale de Mid and West Wales.
Samuel Kurtz est le membre du Senedd représentant la circonscription depuis l’élection générale de 2021. Il siège à la chambre dans le groupe des conservateurs.

## Histoire

### Création de la circonscription
Les circonscriptions de l’Assemblée (Assembly constituencies  en anglais) sont des divisions électorales du territoire du pays de Galles créées à compter du 1er décembre 1998 par le Government of Wales Act 1998 pour les élections de l’assemblée nationale pour le pays de Galles et utilisées à partir du 6 mai 1999, jour du premier scrutin dévolu,.
Ainsi, la circonscription de Carmarthen West and South Pembrokeshire est pour la première fois employée à partir des élections de l’Assemblée de 1999 comme 39 autres circonscriptions. Ses limites se calquent sur celles de la circonscription parlementaire (parliamentary constituency en anglais) de Carmarthen West and South Pembrokeshire, qui est une circonscription dite de comté d’après le Parliamentary Constituencies Act 1986 (en),,.
La définition originelle de la circonscription est décrite dans le Parliamentary Constituencies (Wales) Order 1995, un décret en Conseil redistribuant les sièges gallois du Parlement du Royaume-Uni sur la base des zones de gouvernement local établies au 16 décembre 1994 et utilisé pour les élections générales de la Chambre des communes depuis 1997. À son sens, la circonscription de Carmarthen West and South Pembrokeshire englobe un territoire compris sur deux districts : le district de Carmarthen, sur 12 sections électorales, et le district du South Pembrokeshire, dans son intégralité.

### Découpage de 2006
Un découpage des circonscriptions parlementaires et de l’Assemblée est opéré par le Parliamentary Constituencies and Assembly Electoral Regions (Wales) Order 2006 à partir des zones principales en usage au 31 janvier 2005. Ce décret en Conseil est mis en œuvre à partir des élections générales de 2007, et, à l’entrée en vigueur du Government of Wales Act 2006, il devient la base légale délimitant les circonscriptions et régions électorales de l’Assemblée,.
Le décret donne une nouvelle définition des limites de la circonscription de Carmarthen West and South Pembrokeshire désormais établie à partir d’une partie du comté du Carmarthenshire localisée sur dix de ses sections électorales, et d’une partie du comté du Pembrokeshire localisée sur vingt-trois de ses sections électorales. Ainsi, comme pour 7 autres circonscriptions, il modifie de façon « mineure » les limites du territoire de la circonscription à la défaveur de Carmarthen East and Dinefwr et en faveur de Preseli Pembrokeshire,,.

## Description

### Toponymie
La seule dénomination officielle de la circonscription est celle de Carmarthen West and South Pembrokeshire County Constituency (littéralement en anglais, la « circonscription de comté de Carmarthen West and South Pembrokeshire ») d’après le Parliamentary Constituencies and Assembly Electoral Regions (Wales) Order 2006, plus simplement abrégée en Carmarthen West and South Pembrokeshire,.
Cependant, en gallois, elle est adaptée en Gorllewin Caerfyrddin a De Sir Benfro.

### Données démographiques
| Année                          | Population | Superficie (en km2) | Densité de population (en hab./km2) |
| ------------------------------ | ---------- | ------------------- | ----------------------------------- |
| 1991                           | 65 988     |                     |                                     |
| 2001                           | 72 487     | 955,61              | 76                                  |
| Redécoupage des limites (2007) |            |                     |                                     |
| 2011                           | 77 338     | 1 018,47            | 76                                  |

Le dernier recensement de la population en vigueur en Angleterre et au pays de Galles est celui opéré par l’Office for National Statistics en 2011.
Selon ce recensement, la circonscription de Carmarthen West and South Pembrokeshire admet une population résidentielle (usual residents en anglais) de 77 338 habitants, au dessus de la moyenne par circonscription évaluée à 76 586 habitants. Elle est ainsi la dix-huitième circonscription la plus peuplée des circonscriptions du Senedd derrière celle de Gower (17e rang) et devant celle de Preseli Pembrokeshire (19e rang).
Du point de vue de la surface, avec ses 1 018,47 km2, elle est la 7e circonscription la plus étendue. Aussi, sa densité de population de 76 hab/km2 s’établit en dessous de la moyenne du pays de Galles.

### Système électoral
Les élections générales du Parlement gallois sont un système parallèle associant un scrutin majoritaire et un scrutin proportionnel qualifié de système du membre additionnel (additional member system en anglais, abrégé en AMS).
L’élection d’un représentant de circonscription est conduite dans le cadre d’un scrutin uninominal majoritaire à un tour (first-past-the-post). Selon ce système électoral, le candidat élu est celui ayant reçu le plus grand nombre de voix au premier et seul tour du scrutin. Une majorité simple (et non absolue) est donc requise pour gagner l’élection dans la circonscription.
Simultanément à l’élection du représentant de circonscription se déroule une autre élection, celle-ci au scrutin de liste bloquée, dans laquelle sont désignés 4 représentants régionaux en fonction des résultats des partis politiques à l’échelle des circonscriptions d’une région électorale. Ainsi, le scrutin corrige proportionnellement la somme des sièges obtenus par les partis dans les circonscriptions en distribuant les sièges régionaux selon le rapport de voix par sièges d’après la méthode d’Hondt. Plus un parti politique obtient de circonscriptions dans une région électorale donnée, moins il se voit attribuer de sièges régionaux dans celle-ci et inversement, moins il en obtient, plus il a de sièges régionaux sous réserve d’atteindre un seuil.

### Région électorale
D’après l’European Parliamentary Constituencies (Wales) Order 1994, la circonscription de Carmarthen West and South Pembrokeshire est, avec celles de Brecon and Radnorshire, de Carmarthen East and Dinefwr, de Ceredigion, de Llanelli, de Meirionnydd Nant Conwy, Montgomeryshire et de Preseli Pembrokeshire, l’une des composantes de la région électorale de Mid and West Wales en 1999,,.
La composition de la région électorale est substantiellement modifiée par le Parliamentary Constituencies and Assembly Electoral Regions (Wales) Order 2006 en raison de la création d’une circonscription (Dwyfor Meirionnydd) et la suppression d’une autre (Meirionnydd Nant Conwy) à partir des élections générales de 2007. Aussi, compte tenu de cette création et de la modification des limites de la circonscription de Montgomeryshire, les frontières entre le Mid and West Wales et le North Wales sont redéfinies,.

## Représentants

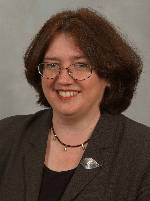
Christine Gwyther (de 1999 à 2007)
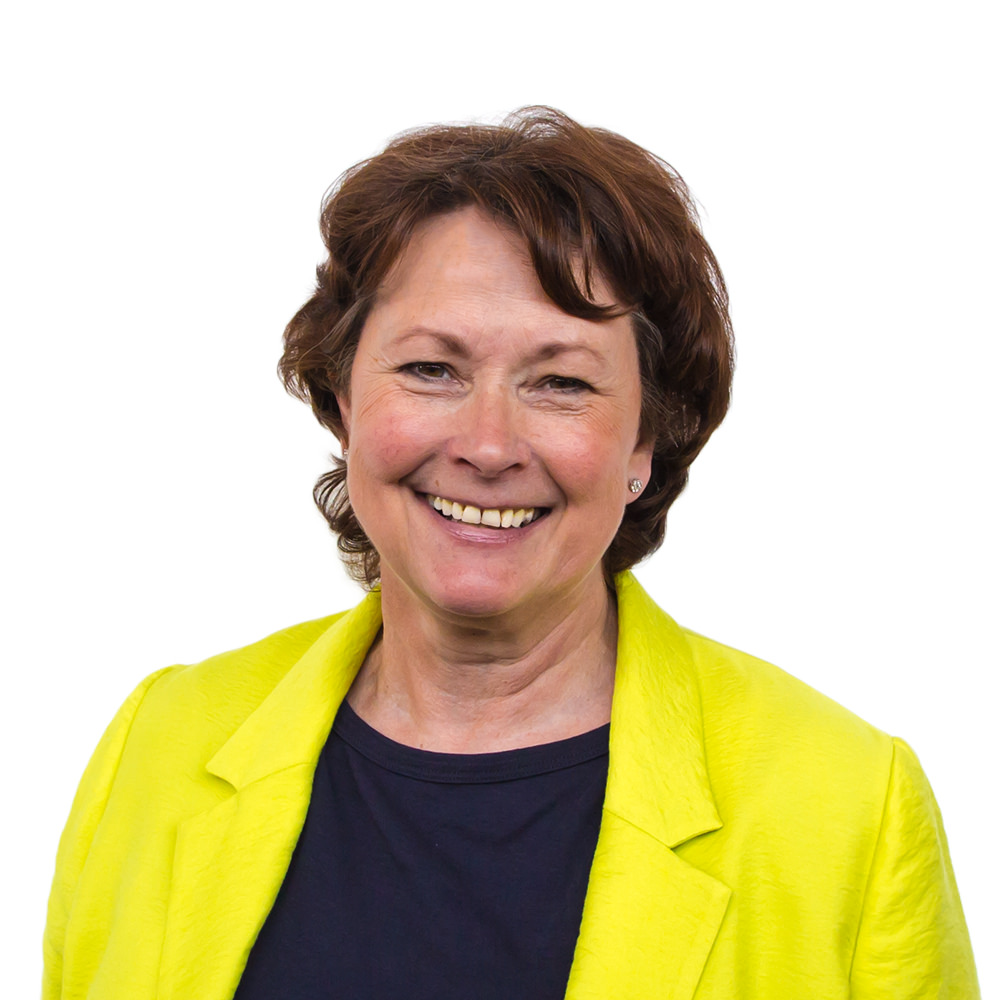
Angela Burns (de 2007 à 2021)

| Mandature                                     | Période              | Période              | Membre            | Groupe       | Fonction |
| --------------------------------------------- | -------------------- | -------------------- | ----------------- | ------------ | --- |
| Ire                                           | 7 mai 1999           | 30 avril 2003        | Christine Gwyther | Travailliste | Secrétaire à l’Agriculture et à l’Économie rurale (1999-2000) Secrétaire à l’Agriculture et au Développement rural (2000) Présidente du comité du Développement économique (2001-2003)                                                            |
| IIe                                           | 2 mai 2003           | 2 mai 2007           | Christine Gwyther | Travailliste | Présidente du comité du Développement économique et des Transports (2003-2006) Présidente du comité régional du Centre et de l’Est du pays de Galles (2005-2006) Présidente du comité de l’Enterprise, de l’Innovation et des Réseaux (2006-2007) |
| Redécoupage des limites de la circonscription |                      |                      |                   |              | |
| IIIe                                          | 4 mai 2007           | 31 mars 2011         | Angela Burns      | Conservateur | Présidente du comité des Finances (2008-2011) |
| IVe                                           | 6 mai 2011           | 5 avril 2016         | Angela Burns      | Conservateur | Commissaire de l’Assemblée (2011-2016) |
| Ve                                            | 6 mai 2016           | 29 avril 2021        | Angela Burns      | Conservateur | |
| VIe                                           | Depuis le 8 mai 2021 | Depuis le 8 mai 2021 | Samuel Kurtz      | Conservateur | |

- Christine Gwyther 
 (de 1999 à 2007)
- Angela Burns 
 (de 2007 à 2021)

## Résultats électoraux

### Évolution électorale

#### De 1999 à 2003
Pour des raisons techniques, il est temporairement impossible d'afficher le graphique qui aurait dû être présenté ici.

#### Depuis 2007
Pour des raisons techniques, il est temporairement impossible d'afficher le graphique qui aurait dû être présenté ici.

### Détails des élections

#### Élection de 1999
| Candidat                   | Candidat                                                           | Étiquette                  | Parti                               | Vote   | Vote   | Vote |  |
| Candidat                   | Candidat                                                           | Étiquette                  | Parti                               | Voix   | %      | ±    |  |
| -------------------------- | ------------------------------------------------------------------ | -------------------------- | ----------------------------------- | ------ | ------ | ---- |  |
|                            | Christine Gwyther                                                  | LAB                        | Welsh Labour                        | 9 891  | 35,14  | ND   |  |
|                            | Roy Llewelyn                                                       | PC                         | Plaid Cymru                         | 8 399  | 29,84  | ND   |  |
|                            | David Edwards                                                      | CON                        | Welsh Conservatives                 | 5 079  | 18,04  | ND   |  |
|                            | William Davies                                                     | IND                        | Independent                         | 2 090  | 7,42   | ND   |  |
|                            | Roger Williams                                                     | LD                         | Welsh Liberal Democrats             | 1 875  | 6,66   | ND   |  |
|                            | Graham Fry                                                         | IND                        | Tourism and Farmers’ Party of Wales | 815    | 2,90   | ND   |  |
|                            |                                                                    |                            |                                     |        |        |      |  |
| Majorité                   | Majorité                                                           | Majorité                   | Majorité                            | 1 492  | 5,30   | ND   |  |
| Transfert de Butler        | Transfert de Butler                                                | Transfert de Butler        | Transfert de Butler                 |        |        | ND   |  |
|                            |                                                                    |                            |                                     |        |        |      |  |
| Corps électoral            | Corps électoral                                                    | Corps électoral            | Corps électoral                     | 55 655 | 100,00 |      |  |
| Abstention, blancs et nuls | Abstention, blancs et nuls                                         | Abstention, blancs et nuls | Abstention, blancs et nuls          | 27 506 | 49,42  |      |  |
| Exprimés                   | Exprimés                                                           | Exprimés                   | Exprimés                            | 28 149 | 50,58  | ND   |  |
|                            |                                                                    |                            |                                     |        |        |      |  |
|                            | Le parti travailliste remporte le siège (nouvelle circonscription) |                            |                                     |        |        |      |  |

#### Élection de 2003
| Candidat                   | Candidat                                | Étiquette                  | Parti                      | Vote   | Vote   | Vote |  |
| Candidat                   | Candidat                                | Étiquette                  | Parti                      | Voix   | %      | ±    |  |
| -------------------------- | --------------------------------------- | -------------------------- | -------------------------- | ------ | ------ | ---- |  |
|                            | Christine Gwyther                       | LAB                        | Welsh Labour               | 8 384  | 34,97  | 0,17 |  |
|                            | Llyr Gruffydd                           | PC                         | Plaid Cymru                | 7 869  | 32,83  | 2,99 |  |
|                            | David N. Thomas                         | CON                        | Welsh Conservatives        | 4 917  | 20,51  | 2,47 |  |
|                            | Mary K. Megarry                         | LD                         | Welsh Liberal Democrats    | 2 222  | 9,27   | 2,61 |  |
|                            | Arthur R. Williams                      | IND                        | Independent                | 580    | 2,42   | ND   |  |
|                            |                                         |                            |                            |        |        |      |  |
| Majorité                   | Majorité                                | Majorité                   | Majorité                   | 515    | 2,15   | 3,15 |  |
| Transfert de Butler        | Transfert de Butler                     | Transfert de Butler        | Transfert de Butler        |        |        | 1,58 |  |
|                            |                                         |                            |                            |        |        |      |  |
| Corps électoral            | Corps électoral                         | Corps électoral            | Corps électoral            | 56 403 | 100,00 |      |  |
| Abstention, blancs et nuls | Abstention, blancs et nuls              | Abstention, blancs et nuls | Abstention, blancs et nuls | 32 431 | 57,50  |      |  |
| Exprimés                   | Exprimés                                | Exprimés                   | Exprimés                   | 26 766 | 42,50  | 8,08 |  |
|                            |                                         |                            |                            |        |        |      |  |
|                            | Le parti travailliste conserve le siège |                            |                            |        |        |      |  |

#### Élection générale de 2007
| Candidat                   | Candidat                                                        | Étiquette                  | Parti                      | Vote   | Vote   | Vote |  |
| Candidat                   | Candidat                                                        | Étiquette                  | Parti                      | Voix   | %      | ±    |  |
| -------------------------- | --------------------------------------------------------------- | -------------------------- | -------------------------- | ------ | ------ | ---- |  |
|                            | Angela Burns                                                    | CON                        | Welsh Conservatives        | 8 590  | 30,07  | ND   |  |
|                            | Christine Gwyther                                               | LAB                        | Welsh Labour               | 8 492  | 29,73  | ND   |  |
|                            | John Dixon                                                      | PC                         | Plaid Cymru                | 8 340  | 29,19  | ND   |  |
|                            | John Gossage                                                    | LD                         | Welsh Liberal Democrats    | 1 806  | 6,32   | ND   |  |
|                            | Malcolm Calver                                                  | IND                        | Independent                | 1 340  | 4,69   | ND   |  |
|                            |                                                                 |                            |                            |        |        |      |  |
| Majorité                   | Majorité                                                        | Majorité                   | Majorité                   | 98     | 0,34   | ND   |  |
| Transfert                  | Transfert                                                       | Transfert                  | Transfert                  |        |        | ND   |  |
|                            |                                                                 |                            |                            |        |        |      |  |
| Corps électoral            | Corps électoral                                                 | Corps électoral            | Corps électoral            | 57 478 | 100,00 |      |  |
| Abstention, blancs et nuls | Abstention, blancs et nuls                                      | Abstention, blancs et nuls | Abstention, blancs et nuls | 28 910 | 50,30  |      |  |
| Exprimés                   | Exprimés                                                        | Exprimés                   | Exprimés                   | 28 568 | 49,70  | ND   |  |
|                            |                                                                 |                            |                            |        |        |      |  |
|                            | Les conservateurs remportent le siège sur le parti travailliste |                            |                            |        |        |      |  |

#### Élection générale de 2011
| Candidat            | Candidat                              | Étiquette           | Parti                   | Vote   | Vote   | Vote |  |
| Candidat            | Candidat                              | Étiquette           | Parti                   | Voix   | %      | ±    |  |
| ------------------- | ------------------------------------- | ------------------- | ----------------------- | ------ | ------ | ---- |  |
|                     | Angela Burns                          | CON                 | Welsh Conservatives     | 10 095 | 35,85  | 5,78 |  |
|                     | Christine Gwyther                     | LAB                 | Welsh Labour            | 8 591  | 30,51  | 0,78 |  |
|                     | Nerys Evans                           | PC                  | Plaid Cymru             | 8 373  | 29,74  | 0,55 |  |
|                     | Selwyn John Runnett                   | LD                  | Welsh Liberal Democrats | 1 097  | 3,90   | 2,42 |  |
|                     |                                       |                     |                         |        |        |      |  |
| Majorité            | Majorité                              | Majorité            | Majorité                | 1 504  | 5,34   | 5    |  |
| Transfert de Butler | Transfert de Butler                   | Transfert de Butler | Transfert de Butler     |        |        | 2,5  |  |
|                     |                                       |                     |                         |        |        |      |  |
| Corps électoral     | Corps électoral                       | Corps électoral     | Corps électoral         | 58 435 | 100,00 |      |  |
| Abstention          | Abstention                            | Abstention          | Abstention              | 30 091 | 51,49  |      |  |
| Participation       | Participation                         | Participation       | Participation           | 28 344 | 48,51  |      |  |
| Exprimés            | Exprimés                              | Exprimés            | Exprimés                | 28 156 | 48,18  | 1,52 |  |
| Blancs et nuls      | Blancs et nuls                        | Blancs et nuls      | Blancs et nuls          | 188    | 0,32   |      |  |
|                     |                                       |                     |                         |        |        |      |  |
|                     | Les conservateurs conservent le siège |                     |                         |        |        |      |  |

#### Élection générale de 2016
| Candidat                   | Candidat                              | Étiquette                  | Parti                             | Vote   | Vote   | Vote  |  |
| Candidat                   | Candidat                              | Étiquette                  | Parti                             | Voix   | %      | ±     |  |
| -------------------------- | ------------------------------------- | -------------------------- | --------------------------------- | ------ | ------ | ----- |  |
|                            | Angela Burns                          | CON                        | Welsh Conservatives               | 10 355 | 35,42  | 0,43  |  |
|                            | Marc Tierney                          | LAB                        | Welsh Labour                      | 6 982  | 23,88  | 6,63  |  |
|                            | Simon Thomas                          | PC                         | Plaid Cymru                       | 5 459  | 18,67  | 11,07 |  |
|                            | Allan Brookes                         | UKIP                       | United Kingdom Independence Party | 3 300  | 11,29  | ND    |  |
|                            | Chris Overton                         | IND                        | Independent                       | 1 638  | 5,60   | ND    |  |
|                            | Val Bradley                           | WGP                        | Wales Green Party                 | 804    | 2,75   | ND    |  |
|                            | Alistair Cameron                      | LD                         | Welsh Liberal Democrats           | 699    | 2,39   | 1,51  |  |
|                            |                                       |                            |                                   |        |        |       |  |
| Majorité                   | Majorité                              | Majorité                   | Majorité                          | 3 373  | 11,54  | 6,2   |  |
| Transfert de Butler        | Transfert de Butler                   | Transfert de Butler        | Transfert de Butler               |        |        | 3,1   |  |
|                            |                                       |                            |                                   |        |        |       |  |
| Corps électoral            | Corps électoral                       | Corps électoral            | Corps électoral                   | 56 886 | 100,00 |       |  |
| Abstention, blancs et nuls | Abstention, blancs et nuls            | Abstention, blancs et nuls | Abstention, blancs et nuls        | 27 649 | 48,60  |       |  |
| Exprimés                   | Exprimés                              | Exprimés                   | Exprimés                          | 29 237 | 51,40  | 3,22  |  |
|                            |                                       |                            |                                   |        |        |       |  |
|                            | Les conservateurs conservent le siège |                            |                                   |        |        |       |  |